# اچ‌ام‌اس آمیتیست (۱۸۷۳)
اچ‌ام‌اس آمیتیست (۱۸۷۳) (به انگلیسی: HMS Amethyst (1873)) یک کشتی بود که طول آن ۲۲۰ فوت (۶۷٫۱ متر) بود. این کشتی در سال ۱۸۷۳ ساخته شد.